# خورشیدگرفتگی ۲ دسامبر ۱۹۳۷
خورشیدگرفتگی ۲ دسامبر ۱۹۳۷ (به انگلیسی: Solar eclipse of December 2, 1937) یک خورشیدگرفتگی از نوع خورشیدگرفتگی حلقه‌ای است. این خورشیدگرفتگی در تاریخ ۲ دسامبر ۱۹۳۷ میلادی (‎۱۱ آذر ۱۳۱۶ خورشیدی) روی داد که زمان اوج آن، ساعت ۲۳:۰۵:۴۵ به‌وقت ساعت هماهنگ جهانی بوده‌است. مدت زمان و طول این خورشیدگرفتگی ۱۲ دقیقه و ۰ ثانیه بود.